# Proechimys oconnelli
Proechimys oconnelli é uma espécie de roedor da família Echimyidae.
É endêmica da Colômbia, onde é encontrada apenas na região central, a leste da Cordilheira Oriental.